# Tywain McKee
Tywain La'Shawn McKee (Filadelfia, 7 marzo 1986) è un cestista statunitense.

## Palmarès
- Campionato israeliano: 1

Hapoel Gerusalemme: 2014-15
- Coppa di Russia: 1

UNICS Kazan: 2013-14
- Coppa di Francia: 1

Le Mans: 2015-16